# Pont Vell (Castelló d'Empúries)
|  | No s'ha de confondre amb Pont Vell de Castelló. |

El pont Vell és una obra d'enginyeria d'època medieval (segle xiii) situada al municipi de Castelló d'Empúries (Alt Empordà) que permet el pas sobre el curs de la Muga entre Castelló d'Empúries i el camí a les Vernedes, el cortal Mare de la Font, Fortià i Figueres.

Els ponts, a l'edat mitjana eren elements molt valorats pels senyors feudals, ja que s'hi cobrava el dret de pontatge. A Castelló d'Empúries hi havia molta activitat comercial i el pont Vell es va construir per crear noves vies de comunicació i millorar l'economia i el comerç de la vila.
El gener de 2014 va ser catalogat com a bé cultural d'interès local i des de l'any 2021 es troba protegit com a Bé Cultural d'Interès Nacional.

## Descripció
Està situat a ponent del recinte emmurallat, en l'antic barri de Sant Marc, donant entrada al camí vell de Figueres i al del Baix Empordà, sobre el curs de la Muga. Es tracta d'un ampli pont bastit amb pedra de Vilamacolum i maons, format per set arcades o ulls de diferent tipologia i mides.

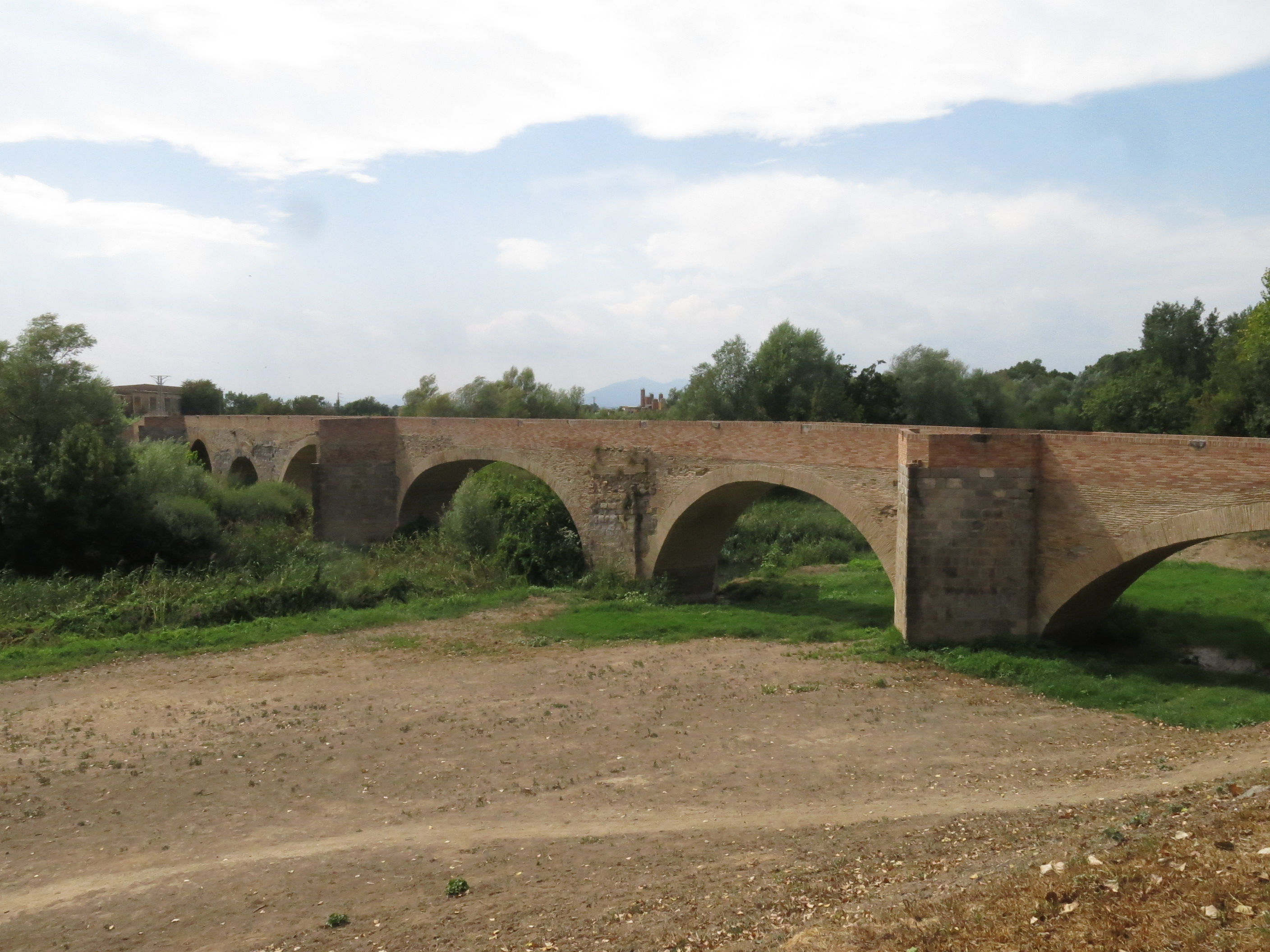
El pont, sobre la Muga

El pont primitiu hauria tingut dues arcades centrals de 4,50 metres d'alçada i quatre arcades més per banda de diferent alçades: 3,50 metres, 3,75 metres, 4 metres i 4,25 metres, seguint una gradació d'alçada del centre als extrems. Això permet concloure que el pont tenia dues pendents amb un desnivell aproximat del 3,5%. Totes les arcades eren de mig punt. Actualment només queda una arcada d'aquesta primera construcció que és la tercera venint des de Figueres.

## Història
L'historiador Pella i Forgas explica que a Castelló d'Empúries hi havia dos ponts. Un, al camí de Sant Pere, era el pont Vell i l'altre, al camí de Figueres, el pont Nou. Sempre s'ha dit que el pont Vell fou construït en època del comte Pere I d'Empúries (1325-1341), però Miquel Pujol ens parla de Castelló Moler, un prohom de Castelló d'Empúries que l'any 1287 demana llicència per construir una capella dedicada a Sant Marc al cap del pont Nou (actual pont Vell). El pont seria doncs una construcció del segle xiii i no del segle xiv com s'havia pensat. De fet, després de la conquesta de Mallorca (1229) per part de Jaume I, els comtats catalans, entre ells el Comtat d'Empúries, van rebre una injecció de capital. Aquesta bonança econòmica es va aprofitar per millorar les infraestructures i en el cas de Castelló d'Empúries per construir un nou pont, actualment conegut com el pont Vell.
Sabem que el gran impulsor de la construcció del pont Vell fou Castelló Moler, gràcies a un protocol del notari castelloní Pere Serra conservat a l'Arxiu històric de Girona (1279). Altres documents del mateix any esmenten que aquesta obra es troba en procés constructiu i fan esment a donacions.
El pont Vell ha patit diverses destruccions i accidents al llarg de la història, la majoria a conseqüència de riuades i aiguats. La primera notícia que tenim sobre danys al pont és d'un aiguat de 1332. L'any 1387 uns nous aiguats a més d'un setge militar van malmetre el pont. El comte Pere IV va ordenar el cobrament de tributs extraordinaris per tal de finançar la reconstrucció del pont. Temps més tard, el 8 d'octubre de 1421 hi va haver novament unes greus inundacions que van afectar el pont i que es coneixen gràcies a la descripció que feu el notari castelloní Onofre Caxàs. Encara al segle xv, als anys 1428, 1444 i 1446 es produeixen noves ruptures del pont per inundació. Una font del segle xvi, concretament de l'any 1536, parla de la necessitat d'arranjar-lo: "...s'ha d'adobar perquè no s'hi pot passar...", acordant-se que "... sia fet un pont nou de fusta ab terra de bigas..." i la Universitat de Castelló d'Empúries mana fer reparar el pont per la part oest, ja que estava pràcticament intransitable. El finançament d'aquesta obra s'obtingué de l'impost sobre la carn i la verdura. Jeroni Pujadas, en el seu dietari descriu una important inundació ocorreguda el dia 20 de novembre de 1605. Es parla de més aiguats i glaçades els anys 1607, 1623, 1628 i 1631. A partir d'aquesta data el pont ja no es va reconstruir més fins que el 1699 es va prohibir la circulació de carros, ja que el pont estava molt malmès. La prohibició de circular pel pont va fer que s'abandonés i que la gent de la rodalia prenguessin material constructiu del pont abandonat per altres edificacions que es feien en aquell moment a la vila de Castelló d'Empúries.
Ja en el segle xviii, l'any 1760, el viatger Francisco de Zamora ens descriu l'estat del pont Vell. Diu que té set ulls i que necessita ser reparat amb urgència. A la darreria del segle xviii es comença a reparar i a fer millores al pont.

## El pont Vell a la literatura
El poeta castelloní Carles Fages de Climent va dedicar un poema al pont Vell:
Pont vell de set arcades

vestit en set anyades.

Cada anyada, una arcada sobre el riu,

anys d'abundor de Déu i anys de misèria

marcats damunt l'artèria

del riu.

Pont vell, serves records tristos i alegres;

Han devingut tes pedres totes negres,

I ja sols un ramat, de tant en tant,

Damunt del teu llom passa polsejant.

Mes tu encara somrius amb indulgència

al pont nou, que ara et fa la competència,

pont vell!

Ets com una carcassa amb set costelles,

I al clar de les estrelles

tens aire de castell.